# 菲利亞希
菲利亞希是羅馬尼亞的城鎮，位於該國西南部多爾日縣畔，距離首府克拉約瓦34公里，由多爾日縣負責管轄，面積99.73平方公里，海拔高度118米，2009年人口18,740，大多數居民信奉東正教。